# Rendezook
Rendezook är en defensiv luftstridsmanöver inom vissa datorspel där en spelare isittandes en bangående flygfarkost gör en upprät upptagning för att lura en jagande luftburen spelare att följa efter, varav den första spelaren sedan hoppar ut ur sitt fordon och skjuter ner den jagande spelaren med ett kraftigt skjutvapen för att sedan landa i sin ursprungliga luftfarkost och återta flygkontrollerna. Manövern förekommer bara inom sådana skjutspel som tillåter spelare att fritt flyga flygfarkoster och hoppa in och ut ur dessa med enkelhet, vanligen förstapersonsskjutare och tredjepersonsskjutare.
Manövern har störst framträdande inom den svenska datorspelserien Battlefield och dess popularitet gjorde att manövern förevisades i presentationsfilmen för datorspelet Battlefield 2042, där en pilot flygandes en F-35 Lightning II lurar in en Su-57 i en rendezook och skjuter ned den med ett Carl Gustaf granatgevär.

## Etymologi
Namnet rendezook är en sammanslagning av franska: rendez-vous, som betyder "träff, möte", och zooking, en datorspelterm som betyder "nedskjutning av flygplan med bazooka", taget ur ordet bazooka, där bazooka förenklat avser axelavfyrat raketgevär eller granatgevär etc.

## Historia
Manövern utfördes ursprungligen i datorspelet Battlefield 3 (2011) och är en utveckling av en tidigare manöver kallad loopzook från Battlefield 1942 (2002), vilken enbart skiljer sig i att spelaren lämnar sitt plan vid toppen av en loop och återtar detta när planet loopat runt. Den första att spela in en rendezook på video var en internetkreatör vid alias "Stun_gravy" som laddade upp en video där han utförde manövern 9 december 2011.